# Gilbert Rist
Gilbert Rist (* 16. Juli 1938 in Genf; † 15. Februar 2023  ebenda) war ein Schweizer Professor am Institut universitaire d'études du développement der Universität Genf. Er wurde durch seine kritische Analyse der Entwicklungspolitik und zu der ihr zugrunde liegenden Idee der Entwicklung bekannt.

## Bibliographie
- (mit Fabrizio Sabelli): Il était une fois le développement. dt. Das Märchen von der Entwicklung: ein Mythos der westlichen Industriegesellschaft und seine Folgen für die "Dritte Welt". Rotpunktverl., Zürich 1989, ISBN 3-85869-053-8.
- (mit Marie-Dominique Perrot und Fabrizio Sabelli), La Mythologie programmée, L’économie des croyances dans la société moderne, coll. Economie en liberté, PUF, Paris, 1992.
- (mit Majid Rahnema und Gustavo Esteva): Le Nord perdu, Repères pour l’après-développement. coll. Forum du développement, Editions d’En Bas, Lausanne, 1992.
- Le développement, Histoire d'une croyance occidentale. Presses de Sciences Po, Paris 1996 – engl. The History of Development: From Western Origins to Global Faith. 3. Auflage, Zed Books, London 2008, ISBN 1848131895 (eingeschränkte Vorschau in der Google-Buchsuche, auch auf Italienisch und Spanisch erschienen)